# طائر الشوك برتقالي الصدر
طائر الشوك برتقالي الصدر (الاسم العلمي: Phacellodomus ferrugineigula)، هو نوع من الطيور يتبع جنس طائر الشوك ضمن فصيلة الفرنارية ضمن رتبة العصفوريات.